# ABC Data
ABC Data S.A. – polski dystrybutor sprzętu IT i elektroniki użytkowej. Spółka prowadzi działalność w ośmiu krajach Europy Środkowo-Wschodniej: Polsce, Czechach, Słowacji, Litwie, Łotwie, Estonii, Rumunii oraz na Węgrzech. Przedsiębiorstwo zajmuje się również dystrybucją sprzętu RTV i AGD. Od 2010 roku ABC Data notowana jest na Giełdzie Papierów Wartościowych w Warszawie.
W 12.06.2019, ALSO Holding AG uzyskała bezwarunkową zgodę Komisji Europejskiej na objęcie udziałów w ABC Dacie. Formalnie nowym właścicielem dawnego ABC Data jest Roseville Investments, podmiot dominujący w grupie Roseville, wchodzącej w skład ALSO Holding (prezesem Roseville jest Hanna Osetek-Pasquet, dyrektor zarządzająca ALSO Polska) 

## Historia
ABC Data rozpoczęła swoją działalność w Polsce w 1990 roku jako ABC Data Sp. z o.o., jednak historia przedsiębiorstwa sięga 1985 roku, kiedy w Bonn Krzysztof Musiał założył przedsiębiorstwo ABC Data Import und Export GmbH. W 1990 roku przedsiębiorstwo zostało przeniesione do Polski. W 2000 roku 100% udziałów w spółce przejął jeden z wiodących europejskich dystrybutorów sprzętu i oprogramowania komputerowego, Actebis Holding GmbH. W 2005 roku spółka rozpoczęła obsługę klientów w Czechach (początkowo, jako Actebis Czechy obecnie, jako ABC Data s.r.o. z siedzibą w Pradze). Sprzedaż prowadzona była bezpośrednio przez praskie biuro firmy, a także internetowy system transakcyjny ‘a-shop’. Dwa lata później zarejestrowana została spółka ABC Data s.r.o w Bratysławie, prowadząca dystrybucję produktów informatycznych do resellerów na terenie Słowacji. W tym samym roku powstała ABC Data Holding SA, która kupiła 100% udziałów w ABC Data Sp. z o.o. Z kolei fundusz MCI Investment Fund S.A. nabył 80% udziałów w ABC Data Holding S.A.
W 2009 roku ABC Data, została członkiem Global Technology Distribution Council, międzynarodowego stowarzyszenia skupiającego największych światowych dystrybutorów IT. Spółka została wyróżniona nagrodą EMEA Channel Academy i tytułem „Dystrybutora Roku Europy Środkowo-Wschodniej 2009”. Rozpoczęto także przygotowania do wprowadzenia jej na Giełdę Papierów Wartościowych w Warszawie S.A.
W 2010 roku, spółka zadebiutowała na Giełdzie Papierów Wartościowych w Warszawie SA jako ABC Data S.A., a także rozpoczęła działalność na Litwie (UAB “ABC Data Lietuva”, z siedzibą w Wilnie). W tym samym roku, uzyskała świadectwo AEOF, które pozwoliło jej na stosowanie uproszczonych procedur w przewozie towarów na terenie Unii Europejskiej. W 2011 roku zadebiutowała marka własna ABC Data – Colorovo, a spółka w ramach kontynuowania swojej ekspansji w krajach regionu CEE rozpoczęła sprzedaż na Łotwie i w Estonii. W grudniu tego roku powstała spółka ABC Data Marketing Sp. z o.o., która prowadzi usługi marketingowe na rzecz partnerów handlowych ABC Data S.A. Kolejnym etapem budowy silnej pozycji w regionie Europy Środkowo – Wschodniej było wejście Spółki w 2012 roku na rynek węgierski (ABC Data Hungary Kft., z siedzibą w Budapeszcie), a rok później również rumuński (ABC DATA DISTRIBUTIE SRL z siedzibą w Bukareszcie). W 2013 roku ABC Data S.A. zawarła umowę kupna 100% akcji spółki iSource, wiodącego dystrybutora produktów firmy Apple w Polsce. Transakcję sfinalizowano w 2014 roku.
W 2014 roku prezesem zarządu spółki została Ilona Weiss, a Wiceprezesami Zarządu Juliusz Niemotko, Andrzej Kuźniak i Maciej Piotr Kowalski. Nowy zarząd opracował strategię rozwoju spółki na lata 2016–2018. Strategicznym celem ABC Data było objęcie do 2018 roku pozycji lidera nowoczesnej dystrybucji IT w regionie CEE oraz uzyskanie w tym samym czasie wyceny grupy na poziomie 1 miliarda złotych.
W ramach realizacji strategii rozwojowej, w sierpniu 2016 roku spółka podpisała umowę inwestycyjną na zakup kontrolnego pakietu ponad 80% akcji notowanego na rynku NewConnect krakowskiego dystrybutora VAD – spółki S4E S.A. Transakcję sfinalizowano w listopadzie 2016 roku.

## Grupa Kapitałowa ABC Data
| Nazwa                        | Siedziba spółki                                                 | Przedmiot działalności                               | Udział ABC Data S.A. w kapitale | Udział ABC Data S.A. w głosach |
| ABC Data S.A                 | ul. Daniszewska 14 03–230 Warszawa                              | Dystrybucja sprzętu komputerowego i oprogramowania   | Jednostka Dominująca            | Jednostka Dominująca           |
| ABC Data s.r.o.              | Na Radosti 399 155 21 Praha 5 Republika Czeska                  | Dystrybucja sprzętu komputerowego i oprogramowania   | 100%                            | 100%                           |
| ABC Data s.r.o.              | Palisady 33, 811 06 Bratislava Słowacja                         | Dystrybucja sprzętu komputerowego i oprogramowania   | 100%                            | 100%                           |
| UAB “ABC Data Lietuva        | Jogailos g.4 LT-01116 Vilnius, Litwa                            | Dystrybucja sprzętu komputerowego i oprogramowania   | 100%                            | 100%                           |
| ABC Data Marketing Sp. zo.o. | ul. Daniszewska 14 03–230 Warszawa                              | Usługi marketingowe i zarządzanie znakami towarowymi | 100%                            | 100%                           |
| ABC Data Hungary Kft.        | 1077 Budapest, Kéthly Anna tér 1., Węgry                        | Dystrybucja sprzętu komputerowego i oprogramowania   | 100%                            | 100%                           |
| ABC Data Distributie SRL     | Str. Halelor, nr 7, et. 3, sector 3, 030118, Bucuresti, Rumunia | Dystrybucja sprzętu komputerowego i oprogramowania   | 100% *)                         | 100% *)                        |
| iSource S.A.                 | ul. Daniszewska 14 03–230 Warszawa                              | Dystrybucja sprzętu komputerowego i oprogramowania   | 100%                            | 100%                           |
| ABC Data Finanse sp. z o.o.  | ul. Daniszewska 14 03–230 Warszawa                              | Usługi księgowo-rachunkowe                           | 100%                            | 100%                           |

*) – 99% udziałów i głosów posiada bezpośrednio ABC Data S.A., 1% udziałów i głosów posiada spółka zależna ABC Data S.A. – ABC Data Marketing Sp z o.o.

## Działalność
ABC Data działa bezpośrednio w ośmiu państwach Europy Środkowej i Wschodniej: Polsce, Czechach, Słowacji, Rumunii, Litwie, Łotwie, Estonii i na Węgrzech. Spółka od ponad 25 lat dostarcza swoim klientom sprzęt komputerowy i oprogramowanie. W ofercie dystrybutora znajdują się także urządzenia RTV i AGD elektronika użytkowa oraz produkty smart.
Spółka od lat systematycznie rozwija internetowe platformy obsługi klientów. Podstawową jest stworzony w 1998 roku i systematycznie rozwijany InterLink, który jest pierwszą w Polsce internetową platformą sprzedaży i obsługi klientów B2B. InterLink dostępny jest w siedmiu wersjach specjalnych, przygotowanych dla rynków lokalnych oraz w dziewięciu językach (polskim, angielskim, rumuńskim, czeskim, słowackim, litewskim, węgierskim, rosyjskim i niemieckim). Platforma posiada ponad 100 000 użytkowników, a każdego dnia korzysta z niej około 6000 z nich.
Podstawowym obszarem działalności ABC Data jest dystrybucja sprzętu IT i elektroniki użytkowej. Dostępny asortyment obejmuje komputery oraz pełne portfolio komponentów, m.in. procesory, płyty główne, pamięci RAM, napędy magnetyczne, półprzewodnikowe i hybrydowe, obudowy, zasilacze i inne. Spółka jest również autoryzowanym dystrybutorem wielu marek sprzętu peryferyjnego takiego jak monitory (domowe, biurowe i rozwiązania typu digital signage), drukarki i wielofunkcyjne urządzenia drukujące (atramentowe i laserowe), klawiatury, myszy czy komputerowe zestawy głośnikowe. ABC Data oferuje także bogaty wybór artykułów gospodarstwa domowego oraz sprzętu RTV. W 2015 roku oferta firmy została wzbogacona m.in. o produkty z kategorii smart.

## Struktura akcjonariatu
W dniu 21 grudnia 2018 roku, ALSO Holding AG oraz Grupa MCI wezwały do sprzedaży akcji ABC Data, po 1,3 zł za sztukę.

## Nagrody i wyróżnienia
W latach 2009–2016 ABC Data została sześciokrotnie wyróżniona nagrodą EMEA Channel Academy dla najlepszego dystrybutora regionu Europy Środkowo-Wschodniej. W 2012 ABC Data otrzymała tytuł „Perła Polskiej Gospodarki”
W 2015 roku spółka po raz kolejny zajęła pierwsze miejsce w głównym rankingu raportu Computerworld TOP 200 utrzymując status największej firmy informatycznej na rynku polskim. Magazyn Computerworld przyznał ABC Data także tytuły „Największego dystrybutora IT” oraz „Największego dostawcy sprzętu IT”. ABC Data uplasowała się również na drugiej pozycji zestawienia „25 największych firm 25-lecia polskiego IT” przygotowanego przez ten poważany magazyn. W tym samym roku, jako jedyny dystrybutor sprzętu IT i elektroniki użytkowej, otrzymała tytuł Business Superbrands 2015/16 w kategorii Nowe technologie, IT/marki B2B. Firma została także wyróżniona licznymi tytułami „Dystrybutora Roku”, przyznanymi przez takie marki, jak Dell, Lenovo, Microsoft, Eaton czy Symantec oraz czasopisma branżowe: CRN i Reseller News.
W marcu 2016 roku Spółka została wyróżniona tytułem „Solidnego Pracodawcy Roku 2015”. W lutym 2016 roku spółka otrzymała tytuł „Dystrybutora Roku 2016” i statuetkę „Złotego Bella” w plebiscycie „Mobility Trends”, organizowanym przez wydawcę wiodącego magazynu mobilnych technologii „Mobility”. Z kolei Ilona Weiss, Prezes Zarządu ABC Data, wybrana została w tym plebiscycie „Człowiekiem Roku 2016”. Również w 2016 roku firma zdobyła tytuł „Najlepszego Polskiego Dystrybutora Niskobudżetowych Drukarek 3D i Filamentów 2015”, a także – po raz drugi – otrzymała nagrodę „Gepardy Biznesu”. W październiku 2016 roku, w czwartej edycji organizowanego przez redakcję portalu i magazynu Reseller News plebiscytu „Złote Asy IT”, ABC Data otrzymała „Złotego Asa IT” w kategorii „Dystrybutor”, a prezes spółki Ilona Weiss została wybrana „Osobowością Rynku IT”.